# Dassault Mirage F2
Дассо «Мираж» F2 (фр. Dassault Mirage F2) — прототип французского двухместного ударного истребителя разработки французской компании Дассо Авиасьон. Было построено несколько экземпляров для испытаний, серийное производство начато не было.

## История
В начале 1960-х годов французские военно-воздушные силы работали над концепцией многофункционального самолёта, способного как совершать длительный полет на малых высотах, так и осуществлять перехват целей на сверхзвуковых скоростях. Также предполагалось, что самолёт должен обладать способностью взлетать с коротких взлетно-посадочных полос и совершать на них посадку. По техническому заданию посадочная скорость была ограничена 260 км/ч. Подобные самолёты разрабатывали тогда все ведущие авиационные державы. Наиболее известными из реализованных являются советский многофункциональный истребитель МиГ-23 и американский бомбардировщик F-111.
Работы по созданию нового самолёта начались в начале 1960-х годов. Конструкторская группа под руководством Жана-Жака Самина приняла решение отказаться от традиционной для Дассо дельтавидной конструкции крыла. Несмотря на то, что задачу снижения посадочной и взлетной скорости самолёта можно решать по-разному, было принято решение о создании самолёта с крылом изменяемой стреловидности, аналогичному по конструкции опытному Mirage G. За основу нового самолёта была взята конструкция Mirage III. Обозначение Mirage III F2 самолёт получил позже. Буквенно-цифровое переобозначение понадобилось потому, что параллельно шла разработка Mirage III F1 и Mirage III F3.
Первый полет прототипа модификации F2 состоялся 12 июня 1966 года, за штурвалом находился лётчик-испытатель Dassault Aviation Жан Куро. Самолёт был оснащен двигателем TF30 производства американской компании Pratt & Whitney. По результатам испытаний в конструкцию был внесен ряд изменений. Основным стала замена двигателя на SNECMA TF306 французского производства. Двигатель являлся лицензионной копией американского двигателя с таким же индексом.
В 1965 году Дассо представил французским ВВС три двухместных самолёта для проведения испытаний.

## Тактико-технические характеристики
Приведены по данным Illustrated Encyclopedia of Aircraft
- Экипаж: 2 человека
- Длина: 17,60 м
- Размах крыла: 10,50 м
- Высота: 5,80 м
- Масса пустого: 9500 кг
- Максимальная взлётная масса: 18 000 кг
- Двигатель: 1 × ТРД Pratt & Whitney TF30
- Максимальная скорость на высоте: 2333 км/ч (M=2,2)
- Практический потолок: 20 000 м

## Похожие разработки
- Dassault Mirage III
- Dassault Mirage F1
- Dassault Mirage G